# Бобо (термин)
Бобо (от фр. bourgeois bohemian — богемная буржуазия) — социологическое понятие, введённое американским писателем и журналистом Дэвидом Бруксом. Термин обозначает социальный класс богемных буржуа, сформировавшийся в конце XX века в США.

## Описание
Первое упоминание определения появилось в книге Брукса «Бобо в раю: откуда берется новая элита», опубликованной в 2000 году. По мнению автора, за последние двадцать лет в американском обществе сформировался новый образованный класс, который сочетает в себе демократизм и снобизм, уважение к образованию и финансовой состоятельности, творчество и бизнес. В книге представлен полномерный и глубокий анализ всех важных сфер жизни нового класса, который был разделён на 6 глав — потребление, деловая жизнь, интеллектуальная жизнь, удовольствия, духовная жизнь, политика. В каждой главе Брукс приводит множество примеров, которые описывают бобо как полноценный социальный класс.
Новый класс сформировался в результате вытеснения с верхушки американского общества родовой буржуазии, которых Брукс обозначил как «WASP» (белых англосаксонских протестантов). Основное направление столкновения старой и новой элит — по линии свободы и дисциплины. Старая элита практиковала строгий самоконтроль, сдержанность. Новая предпочитает богемное самовыражение и стремится разрушить любые препятствия перед свободной личностью. Никакие ценностные барьеры не должны сдерживать творческую личность.
Главные критерии в жизни бобо — полезность и развитие в широком смысле слова. Всё, на что они тратят деньги и силы — полезно (для здоровья, профессионального роста, окружающей среды) и ведёт к новому опыту и самореализации.
«Для представителей образованного класса вся жизнь — это сплошная аспирантура, — пишет Брукс. — А после смерти Господь встречает их у ворот, подводит итог, в скольких видах самовыражения они преуспели, и, выдав божественный диплом, запускает в рай».
Бобо умеют зарабатывать деньги, но считают важным не копить, а тратить их на новые впечатления. В работе бобо ищут раскрытия своего потенциала и выполнения социальной миссии, а организация их компаний стремится походить на экосистему — живой, гармоничный организм.
Принадлежность к тому или иному классу больше не определяется средствами производства. «Сегодня можно сказать, что классы определяют себя средствами потребления, что будет верно, по крайней мере, для информационного века», — пишет Брукс в главе «Новая элита в старых интерьерах».
Главным выводом из исследования является то, что бобо, как явление — это результат компромисса между богемой и буржуазией.

## Политический класс
В своей статье «Богемные буржуа как новый политический класс» Любовь Алейникова отмечает, что новый экономический класс (образованная буржуазия) достаточно быстро стал господствующим политически тогда, когда активно внедрился в культурное пространство США и ассимилировал так называемую богему — большинство элитных представителей американской культуры. Процесс глобализации, как описывает Брукс, действительно является повсеместным и не просто легко преодолевает национальные границы, но и минимизирует реальные различия между людьми, нациями и народами.
В современном демократическом обществе элита действительно активно использует интеллектуалов, привлекая их во власть в самых различных качествах. Так и появляется меритократия как власть интеллектуалов, экспертов, журналистов, «продвинутых» людей.

## Критика
Редактор ежедневной деловой газеты Ведомости Максим Трудолюбов отечественного аналога бобо найти не смог: «Российские новые люди формировались во времена первоначального накопления капитала, то есть получили доступ к деньгам сразу, а не сформировались благодаря интеллекту и образованию». Обозреватель издательства AdMarginem Любарский Георгий прокомментировал: «Описанный автором слой мировой элиты, пожалуй, уже уходит в прошлое. Описан образ жизни американской элиты до кризиса начала нового тысячелетия, это ещё не знающие, куда девать деньги, безумно быстро богатеющие США, а вовсе не сегодняшняя страна».
В 1990-е новая элита начала активно скупать земли и дома в небольших городах, и у консервативно настроенных жителей этих городов появился шанс исполнить свою мечту покинуть провинцию — выгодно продать свой дом с землёй и уехать в большой город, куда они всегда стремились, чтобы жить там в самом центре, ездить в пробках, но зато сделать карьеру и разбогатеть. А для новой элиты освобождалось место, на котором они могли исполнить свою, совсем другую мечту. Маленькие городки стали быстро изменяться — в них появлялись небольшие, но роскошные рестораны, антикварные и книжные магазины, кофешопы и дизайнерские студии, богатая публика на улицах и дорогие машины. Расслабленная дружелюбная атмосфера, забота об экологии, социальной ответственности и общем качестве жизни делают образ таких городков достаточно привлекательным.
Правда, критики Брукса считают, что во время экономического подъёма 1990-х годов, когда за счёт расцвета сферы финансовых услуг, особенно предлагавших наибольшую прибыль инвестиционных фондов, доходы у многих значительно возросли. А уже в начале XXI века, перед началом финансового кризиса, безмятежность жизни в таких городках ушла в прошлое.
Ошибочно предполагать, что бобо синоним субкультуре хипстеров. Американский экономист Ричард Флорида считает, что именно слияние богемных и буржуазных ценностей породило креативный класс. Автор термина писал, что «мы не просто совместили эти категории, нам удалось полностью превзойти их, так что они утратили всякий смысл. Под влиянием креативного этоса мы сочетаем работу и образ жизни, конструируя свою творческую идентичность».